# SLAP THAT NAUGHTY BODY/MY FATE
「SLAP THAT NAUGHTY BODY／MY FATE」（スラプ・ダット・ノーティ・ボディ／マイ・ヘート）は、土屋アンナの2枚目のシングル。2006年3月23日発売。

## 収録曲

### CD
1. SLAP THAT NAUGHTY BODY
  - 作詞：ANNA／作曲：Christina Groth, Chief One, Remee
  - アルペン「Hart」CMソング
2. MY FATE
  - 作詞：ANNA／作曲・編曲：宮崎歩
  - Webアニメ『リーンの翼』主題歌
3. BLUE MOON
  - 作詞：ANNA／作曲：Negin, Tobias Gad／編曲：ゲイリー・ニュービー